# 306e escadrille de chasse polonaise
La 306e escadrille de chasse polonaise, dite également de « Toruń » (en polonais : 306 Dywizjon Myśliwski „Toruński”) est une escadrille de chasse dont les pilotes polonais combattaient au sein de la Royal Air Force durant la Seconde Guerre mondiale.

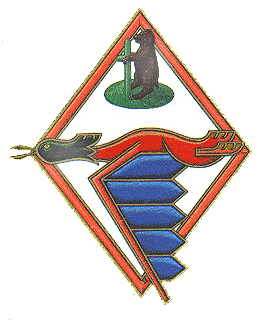
Écusson du 306

## Histoire
L'escadrille est formée le 28 août 1940 à Blackpool. L'unité hérite les traditions du III/4 Groupe de chasse de Toruń, existant entre 1926 et 1939. De même son écusson est issu de l'emblème du III/4, auquel est ajouté un ours, symbole du 605e Fighting squadron dont est originaire Douglas Scott.

## Commandants

### Commandants britanniques
- Squadron leader Douglas Scott
- Squadron leader D.M. Gillam

### Commandants polonais
- 4 septembre 1940 – 17 octobre 1940 – capitaine  Tadeusz Rolski
- 18 octobre 1940 – 11 novembre 1940 – commandant  Jerzy Orzechowski
- 12 novembre 1940 – 30 juin 1941 – capitaine  Tadeusz Rolski
- 1er juillet 1941 – 14 août 1941 – capitaine  Jerzy Zaremba
- 15 août 1941 – 29 août 1941 – lieutenant Jerzy Słoński-Ostoja
- 30 août 1941 – 14 août 1942 – commandant Antoni Wczelik
- 15 avril – 22 août 1942 – capitaine  Tadeusz Czerwiński
- 23 août 1942 – 13 mars 1943 – capitaine Kazimierz Rutkowski
- 14 mars 1943 – 1er janvier 1944 – capitaine  Włodzimierz Karwowski
- 2 janvier 1944 – 7 juin 1944 – capitaine  Stanisław Łapka
- 8 juin 1944 – 23 juin 1944 – capitaine  Janusz Marciniak
- 27 juin 1944 – 25 septembre 1944 – capitaine  Paweł Niemiec
- 26 septembre – 24 mai 1945 – capitaine  Józef Żulikowski
- 25 mai 1945 – décembre 1945 – capitaine Józef Jeka
- janvier 1946 – janvier 1947 capitaine  Tadeusz Andersz

## Équipement
- Hawker Hurricane Mk I - depuis le 4 septembre 1940
- Hawker Hurricane Mk IIA - depuis avril 1941
- Supermarine Spitfire Mk I et Mk II - depuis le 12 juillet 1941
- Supermarine Spitfire Mk VB - depuis le 11 décembre 1941
- Supermarine Spitfire Mk IX - depuis novembre 1942
- Supermarine Spitfire Mk VB - depuis le 13 mars 1943
- North American P-51 Mustang Mk III - depuis le 26 mars 1944

## Bases
- 4 septembre 1940 – Church Fenton
- 7 octobre 1940 – Tern Hill
- 3 mai 1941 – Northolt
- 7 octobre 1941 - Speke
- 12 décembre 1941 – Church Stanton
- 13 mars 1942 – Kirtonin Lindsey
- 15 juin 1942 – Northolt
- 13 mars 1943 – Hutton Cranswick
- 30 mars 1943 – Catterick
- 11 août 1943 – Gravesend
- 18 août 1943 - Friston
- 22 septembre 1943 - Heston
- 19 décembre 1943 – Llanbert
- 1er janvier 1944 – Heston
- 1er avril 1944 – Coolham
- 22 juin 1944 – Homsley South
- 27 juin 1944 – Ford
- 10 juillet 1944 – Brenzett
- 10 octobre 1944 – Andrews Field
- 5 octobre 1945 – Fairwood Common
- 6 novembre 1945 – Coltishall

## Victoires
| 1940-1945                 | Résultats |
| ------------------------- | --------- |
| Victoires certaines       | 68        |
| Probables                 | 16 1/2    |
| Avions ennemis endommagés | 26        |

Les pilotes de la "306e" ont également abattu 59 bombes volantes V1.